# 上古卷軸Online
《上古卷軸Online》是一款大型多人在线角色扮演游戏，由ZeniMax Online Studios研發製作，貝塞斯達軟體發行，並在2014年4月4日於Microsoft Windows和OS X平台上發行，而PlayStation 4和Xbox One版本在2015年6月9日推出。本作屬於《上古卷轴》電子遊戲系列，也是該系列中第一款開放結局的多人遊戲作品。《上古卷軸Online》於2012年5月3日在《Game Informer》雜誌上首度公開。

## 概要
《上古卷軸Online》的背景設定在泰姆瑞爾大陸（Tamriel）2E 582年，故事劇情與其他作品有間接關聯。背景設定發生在《上古卷軸V：無界天際》的千年前，同時也是《上古卷軸III：魔捲晨風》和《上古卷軸IV：遺忘之都》的八百年前。
在阿卡維爾蛇人皇帝-賽爾瓦因·朱拉克(Savirien Chorak)被暗殺後的空位期間（Interregnum）發生了聯盟戰爭（Alliance War）。由諾德人（Nord）、亞龍人（Argonian）、黑暗精靈（Dunmer）組成的黑檀心協定（Ebonheart Pact）與布萊頓人（Breton）、紅衛人（Redguard）、獸人（Orsimer）組成的匕落公約（Daggerfall Covenant）和高精靈（Altmer）、木精靈（Bosmer）、虎人（Khajiit）組成的奥德莫利王權（Aldmeri Dominion另譯先祖神州）爭奪紅寶石王座。
此時迪德拉領主（Daedric Prince）莫拉格·巴爾（Molag Bal）以他的湮滅領域（Oblivion）冷港（Coldharbour）為根據地，並使用名為暗锚（Dark Anchors）試圖讓湮灭與奈恩位面合併，然而上古卷軸預言了將有位被称作无魂者（Vestige）的無名英雄出現聯合三陣營阻止莫拉格·巴爾的計畫並拯救泰姆瑞爾大陸。
如同一代開始的傳統，主角（玩家）醒來後發現自己身穿囚人服裝並在監獄裡，並被前來相救的莉瑞丝·巨人之女（Lyris Titanborn）告知自己（玩家）其實已死亡，靈魂被莫拉格·巴爾（Molag Bal）囚禁在湮灭位面的冷港（Coldharbour），随后主角在莉瑞丝（Lyris）的幫助下救出了一同被困在冷港的先知（Prophet）。先知稱玩家為无魂者（Vestige）一個肉體與靈魂殘存不剩的存在並請求玩家與他重組五英杰（Five Companions，在位面融合危机前，瓦伦皇帝和他身边四位战友组成的团体）並尋找失落的眾王護符（The Amulet of Kings）合力阻止莫拉格·巴爾，并将主角传送回奈恩（Nirn），主角的故事就此展開。

## 外部連結
- 官方网站